# Vosmaerstraat
Vosmaerstraat te Amsterdam-West is een relatief korte straat van circa vijftig meter in de Cremerbuurt.
De geschiedenis van de Vosmaerstraat loopt gelijk op met die van het J.J. Cremerplein, waarvan het een van de zijstraten is. Tot 1896 was het agrarisch gebied in de Stads- en Godshuispolder binnen de gemeente Nieuwer-Amstel. Na 1896 bouwde Amsterdam vanaf de Singelgracht het gebied langzaam vol. Rond 1911 bereikte de bebouwing de Kostverlorenvaart. Een school voor de buurt volgde enkele jaren later op Derde Kostverlorenkade 34-35.
De Vosmaerstraat kreeg op 15 februari 1911 haar naam, een vernoeming naar schrijver Carel Vosmaer. Meerdere straten in de buurt zijn vernoemd schrijvers. Overigens kennen meer steden in Nederland een Vosmaerstraat, al dan niet mer vermelding van voornaam, bijvoorbeeld Delft. 
De bebouwing aan de even kant sluit qua bebouwing en stijl aan bij de bebouwing aan het plein; het is dan ook van één hand, die van S.E. Covens. De gemeente Amsterdam deelt het in als nauwelijks architectonisch of stedenbouwkundig van belang (basisorde). Van geheel andere kwaliteit is de overkant, Vosmaerstraat 1-321, een bouwvolume dat de hele straatkant in beslag neemt en sinds april 2009 een gemeentelijk monument is; een schepping van Jan de Meyer uit circa 1914.
Openbaar vervoer en kunst in de openbare ruimte is in deze straat niet te vinden.